# Зора Бокшан Танурџић
Зора Бокшан, рођена Танурџић, (2. октобар 1930) српска је редитељка, драмска педагошкиња и списатељица.

## Биографија
Рођена је 2. октобра 1930. године у селу Мол, општина Ада, Краљевина Југославија. У Молу је завршила три разреда основне школе а четврти разред у Новом Саду. Иако у врло сиромашним приликама за време окупације, јер је њен отац као српски добровољац и носилац Карађорђеве звезде морао да напусти службу и емигрира у Србију, успела је да заврши три разреда српске гимназије, такође у Новом Саду. Школовање је наставила после рата и матурирала 1948. године. Затим је завршила Вишу зубарску школу у Новом Саду и две године радила као зубар. Од 1952. до 1957. године завршила је Позоришну академију Београдског универзитета у класи чувеног редитеља и професора др Хуга Клајна, а у Сомборском позоришту дипломирала је са оценом 10 режијом позоришне представе „Кућа на углу“.

## Позоришне режије
Од 1957. до 1964. године радила је у Луткарском позоришту у Новом Саду као редитељ и уметнички руководилац, где је режирала више од двадесет представа. Режирала је још двадесетак представа у Сомборском, Новосадском и Ужичком позоришту. На Фестивалу Војвођанских позоришта изведене су две представе у њеној режији, "Кућа на углу" (др Бранивој Ђорђевић) и "Еуридика" (Жан Ануј), које су биле проглашене за најбоље представе у Сомборском позоришту. На Позоришном фестивалу Србије изведена је "Осма офанзива", која је била проглашена за најбољу представу у Ужичком позоришту. Посебно су биле запажене и од позоришних критичара позитивно оцењене режије представа „Дневник Ане Франк“, “Вук Бубало“ и “Бастијен и Бастијена“, Моцартова опера са луткама. Музичко сценска игра са луткама „Срећко међу бубама“ оцењена је као најбоља представа за четрдесет година постојања Луткарског позоришта у Новом Саду.

## Драмско-педагошке активности
Док је радила у Луткарском позоришту у Новом Саду, упоредо је од 1956. до 1958. године била хонорарни професор глуме у Средњој позоришној школи у Новом Саду. Од 1964. до 1967. године била је наставник режије за луткарска позоришта на Факултету драмских уметности Београдског универзитета.
У Дому пионира у Београду од 1966. до 1968. године радила је као спољни сарадник, а затим у сталном радном односу до 1990. године. У њему је основала и руководила Центром за драмски рад, касније Дечји културни центар, драмско- педагошку институцију са програмом подстицања и развијања стваралачких способности деце, рада на говорној култури и увођења у основне садржаје драмских уметности: глуме, режије и драматургије. Истовремено је покренула и водила семинаре за наставнике основних школа, који су масовно посећивани из целе Србије. Поред тога, организовала је годишње смотре и такмичења београдских основних школа из области говорне културе: тумачења поезије и прозе, импровизованог говорног изражавања као облика реторике и малих драмских форми. После одласка у пензију, као спољни сарадник, организовала је Драмски студио Арлекино у Уметничкој школи Центра за образовање „Ђуро Салај“, са програмом неговања стваралачких способности деце, култивисања говора и увођења у основе драмске културе.

## Публицистичка делатност
Као плод вишегодишњег искуства објавила је књигу „Од игре до позорнице“, која је препоручена од просветних органа као приручник за драмско-педагошки рад у основним школама, у којој је стручно разрађен систем вежби и игара драмско-литерарног садржаја за развој стваралачких способности, култивисање говора и увођење у културу драмских уметности, као и детаљно упутство за поставку драмског текста на школску позорницу. Приредила је избор драмских текстова и објавила у књизи “Бајке за позоришну игру“. У књизи „Пут до плаве звезде“ ауторка је сакупила изузетно маштовите, импровизоване одговоре деце (мале беседе) од 9 до 14 година, као одговоре на њене постављене задатке. Аутор је и књиге „Мале драмске бајке“ чија је вредност у томе што доживљај сценске игре дете емотивно снажније ангажује и лакше уводи у спознају мноштва животних истина. Посебно је битно што бајке усклађено васпитавају и култивишу рационалне и емотивне потребе детета дајући му путоказ ка смислу живота.
У неким стручним часописима објављено је на десетине њених стручних написа као и саопштења на разним саветовањима и симпозијумима из области рада на ствараличким способностима детета.

## Остале значајне делатности
Од 1967. до 1972. године активно је сарађивала са Радио Београдом као писац сценарија и редитељ. Са образовним програмом Радио школом, Дечјом редакцијом, сарађивала је као драматург и редитељ емисија из области говорне културе, историје и музике. Писала је сценарија и режирала радио-филмове романсираних биографија музичара Феликса Менделсона, Петра Илича Чајковског, Ђакома Пучинија, Хектора Берлиоза, Модеста Петровича Мусоргског, писца Ивана Васиљевича Тургењева и оперског певача Фјодора Ивановича Шаљапина. Радила је на радио адаптацији неколико опера које је и режирала. Режирала је већи број радио драма. За режију радио драме „Ходници“, која је 1971. године проглашена за најбољу радио режију године, добила је награду Радио Београда.